# Кирил Станков
Кирил Станков Христов (20 май 1949 – 7 май 1992) е български футболист, който в кариерата си играе като защитник и дефанзивен полузащитник. Изявен играч на ЦСКА (София).
Има 12 мача за националния отбор. Част от състава на България, спечелил сребърните медали на Олимпиадата в Мексико'68.

## Биография
Станков започва да тренира футбол като дете в школата на ЦСКА (София). През 1967 г. е включен в първия състав на „армейците“. Играе за клуба в продължение на 10 сезона, преди да сложи край на кариерата си на 28-годишна възраст. Записва общо 212 мача с 3 гола в А група.
С ЦСКА печели 6 пъти титлата в първенството, а 4 пъти става носител на националната купа. Изиграва 15 мача и вкарва 2 попадения в евротурнирите – 12 мача с 2 гола в Купата на европейските шампиони и 3 мача в КНК. Отбелязва голове в двете срещи за КЕШ с Панатинайкос през есента на 1972 г. Част от отбора, който достига четвъртфинал в турнира през сезон 1973/74.
След края на състезателната си кариера работи като треньор в детско-юношеската школа на ЦСКА. Впоследствие е начело на дублиращия отбор на клуба Армеец (София), с който през сезон 1982/83 печели промоция за Б група. През сезон 1991/92 е старши треньор на ЛЕКС (Ловеч).

## Успехи
ЦСКА (София)
- А група:
  -  Шампион (6): 1968/69, 1970/71, 1971/72, 1972/73, 1974/75, 1975/76

- Национална купа:
  -  Носител (4): 1968/69, 1971/72, 1972/73, 1973/74